# Haron (mitologija)
Haron (grč. Χάρων, Khárôn) u grčkoj mitologiji Erebov je i Niktin sin (sin Tame i Noći); bio je lađar u Hadu, tj. preuzimao je preminule na obali rijeke Aheront.

## Etimologija
Haronovo grčko ime Χάρων znači "razjarena/jaka svjetlost".

## Mitologija
Haron je prevozio mrtve duše na drugu stranu rijeke Aheront ako su imali novčić (obolus) da plate njegovu vožnju, tako da su pokojnici u Grčkoj bili sahranjivani s novčićem pod jezikom. Neki izvori kažu da su sahranjivani i s dvama novčićima - jedan na svakome kapku.
Nijednu dušu nikad nije preveo u drugome smjeru, a iznimke su bile Perzefona, Orfej i Psiha. 

## Vanjske poveznice
- Haron u klasičnoj literaturi i umjetnosti (engl.)